# V and B-Monbana-Mayenne
V and B-Monbana-Mayenne est un voilier monocoque français de course au large répondant aux normes de la classe Imoca, mis à l'eau le 27 juin 2022. Il est barré par Maxime Sorel. 

## Conception
Maxime Sorel termine 10e du Vendée Globe 2020-2021, à la barre d'un V and B Mayenne à dérives droites lancé en 2007.
En mai 2021, il annonce la mise en chantier d'un nouvel Imoca, un foiler cette fois-ci. Il garde le soutien de ses deux partenaires du Vendée Globe 2020, l'entreprise mayennaise V and B et le conseil départemental de la Mayenne, auxquels se joint un troisième Mayennais, le chocolatier Monbana. La maîtrise d'œuvre est confiée à Mer Concept, la structure de François Gabart, à Concarneau.
Le budget, relativement modeste, n'a pas permis de « partir d'une feuille blanche, ». Et, plutôt que sur un bateau d'occasion, le choix s'est porté sur un sister-ship : on va réutiliser les moules du fiable et performant Apivia de Charlie Dalin, un plan Verdier mis à l'eau en 2018. Cependant des modifications vont être apportées.

### Carène

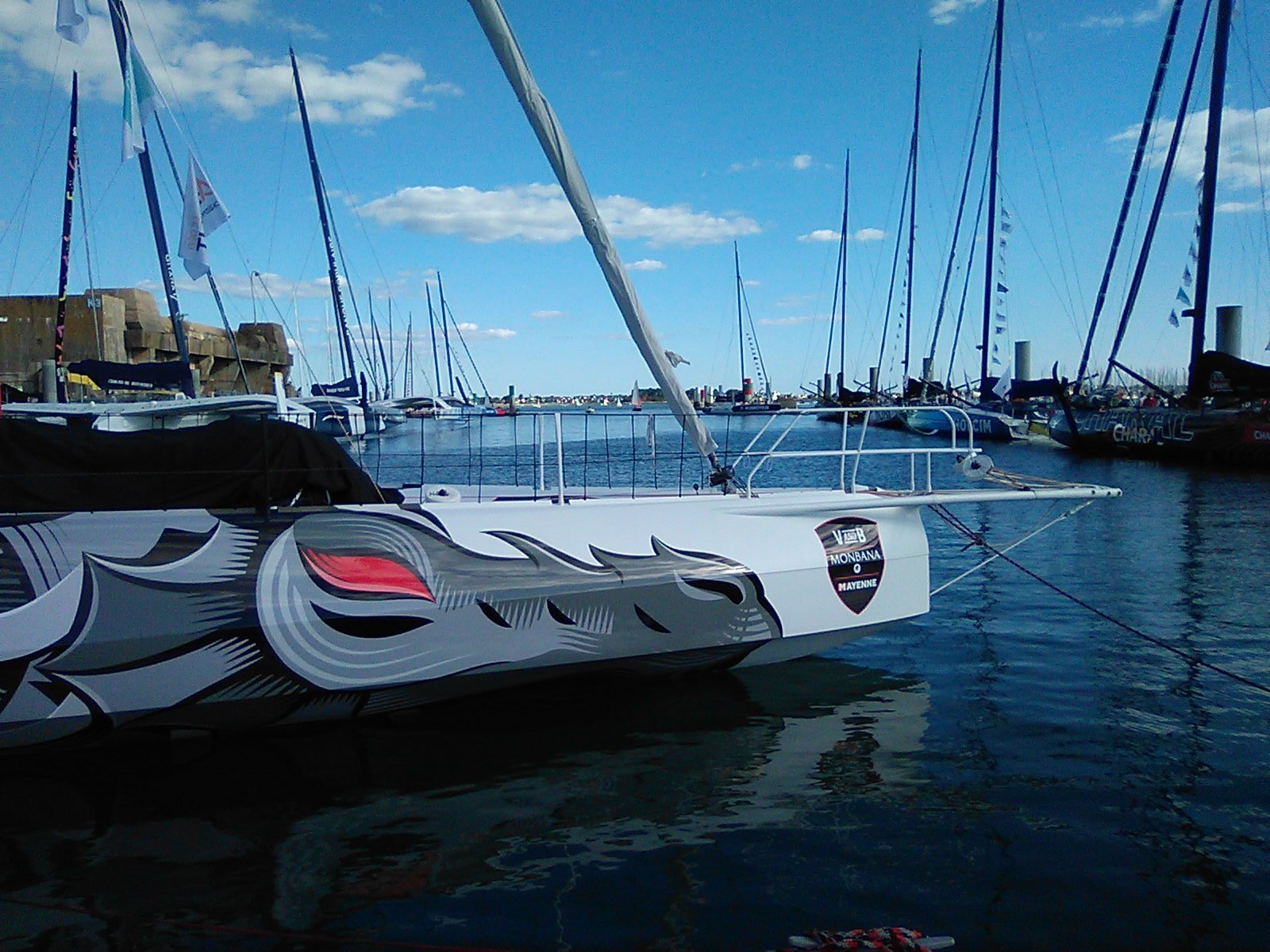
Étrave spatulée pour mieux passer dans les vagues.

On donne au bateau une forme qui va l'aider au portant VMG, le temps que l'on rencontre dans les mers du sud. Ce sont des allures où les foils poussent moins. On déplace donc certaines masses et on modifie cinq mètres de l'avant pour aider le nez du bateau à sortir de l'eau quand il tape dans une vague.
« Apivia, dit l'architecte Guillaume Verdier, est un bateau homogène sur toutes les allures, mais il s’est montré terriblement inconfortable dans les mers du Sud. Ces bateaux vont vite dans la houle et finissent par planter violemment dans les creux des vagues. La vie à bord est vraiment pénible et la compétitivité du marin est forcément touchée. » Il faut donc permettre au futur V and B-Monbana-Mayenne de mieux passer dans les vagues : « À l'image d’une spatule sur des skis qui rend la descente plus souple, poursuit Verdier, on a modifié la forme de la carène, l’étrave pour la spatuler. Le bateau est ainsi moins violent et les vitesses moyennes sont plus rapides. »

### Foils

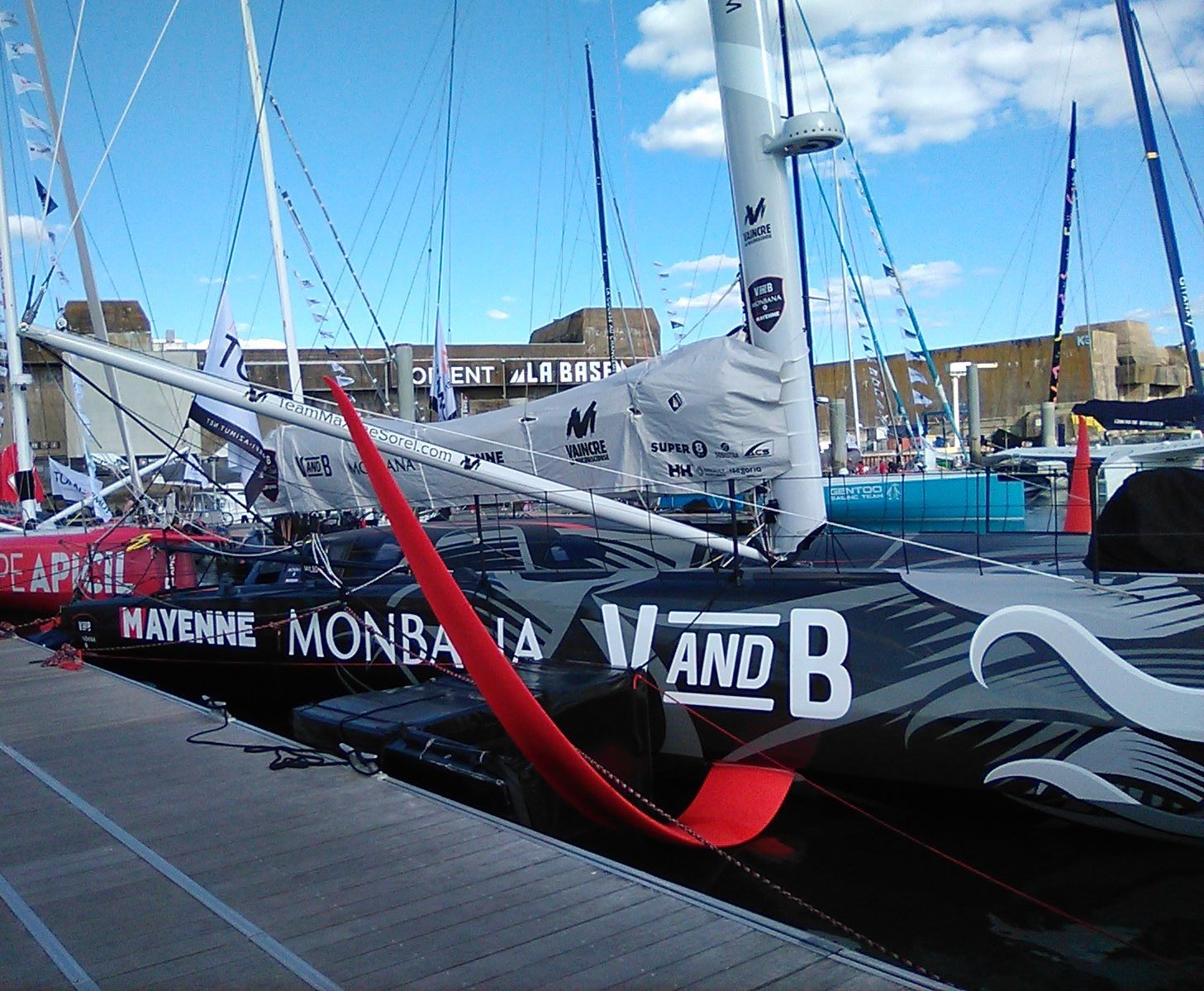
Foil tribord.

On dessine également de nouveaux foils. Sorel s’est intéressé aux foils de 11th Hour Racing Team-Alaka’i (devenu  Guyot Environnement-Water Family). Ils se sont montrés efficaces dans toutes les conditions. « Ce sont, dit Verdier, les meilleurs foils qu’on ait fait aujourd’hui. » « Les premiers foils d'Apivia étaient très efficaces, reconnaît Sorel, mais nous avons préféré une version plus maniable qui a démontré une plus grande stabilité de vol. Encore une fois, notre volonté est de tendre vers des vitesses moyennes plus élevées. »

## Construction

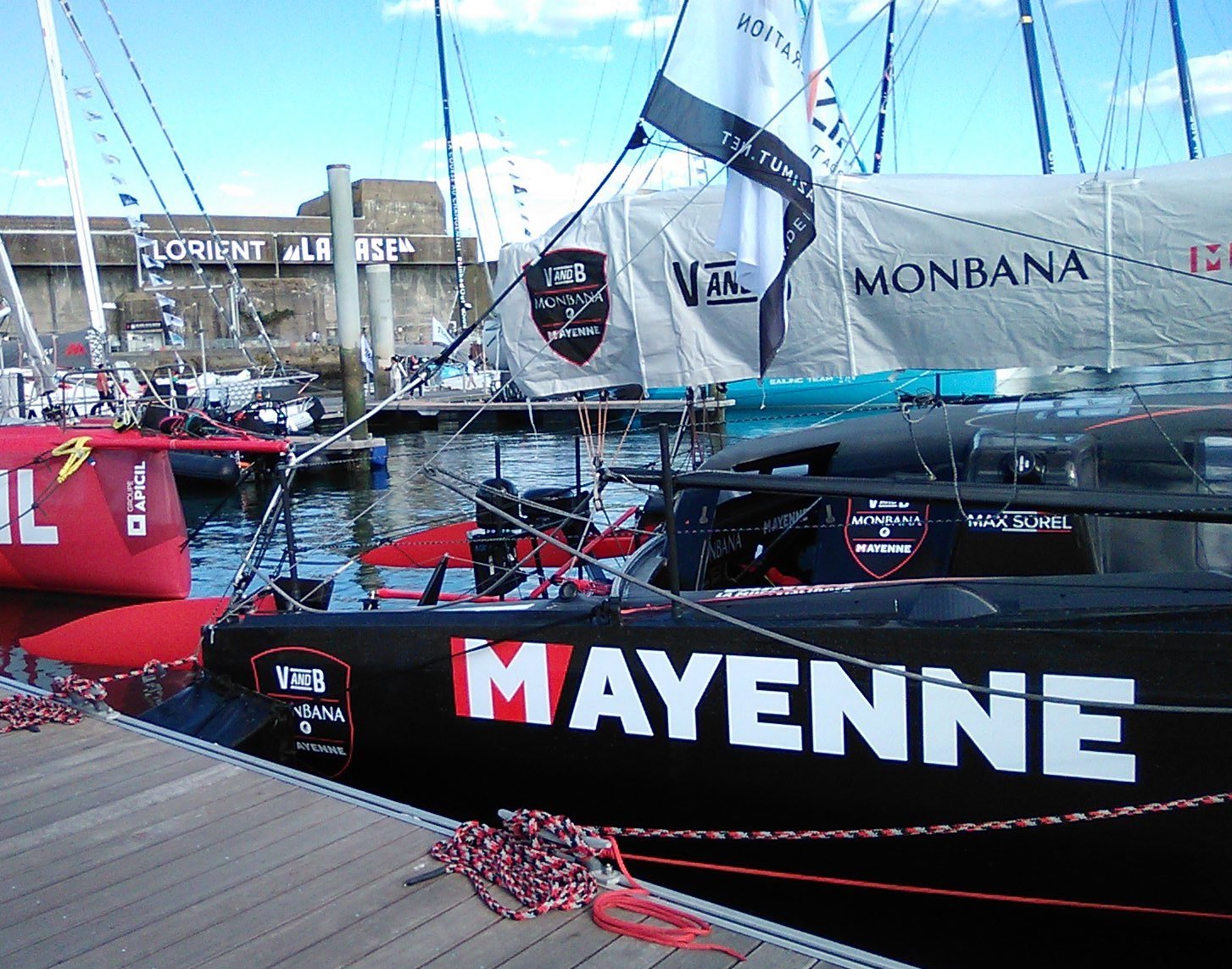
Cockpit presque entièrement fermé.

La construction débute en mai 2021. L'avant du moule de coque est modifié chez SMM Technologies, à Lorient. Le drapage (la pose des tissus) de la coque et du pont commence fin juin chez Multiplast, à Vannes. Fin octobre, les deux pièces arrivent chez MerConcept, qui gère la structure et l'assemblage.

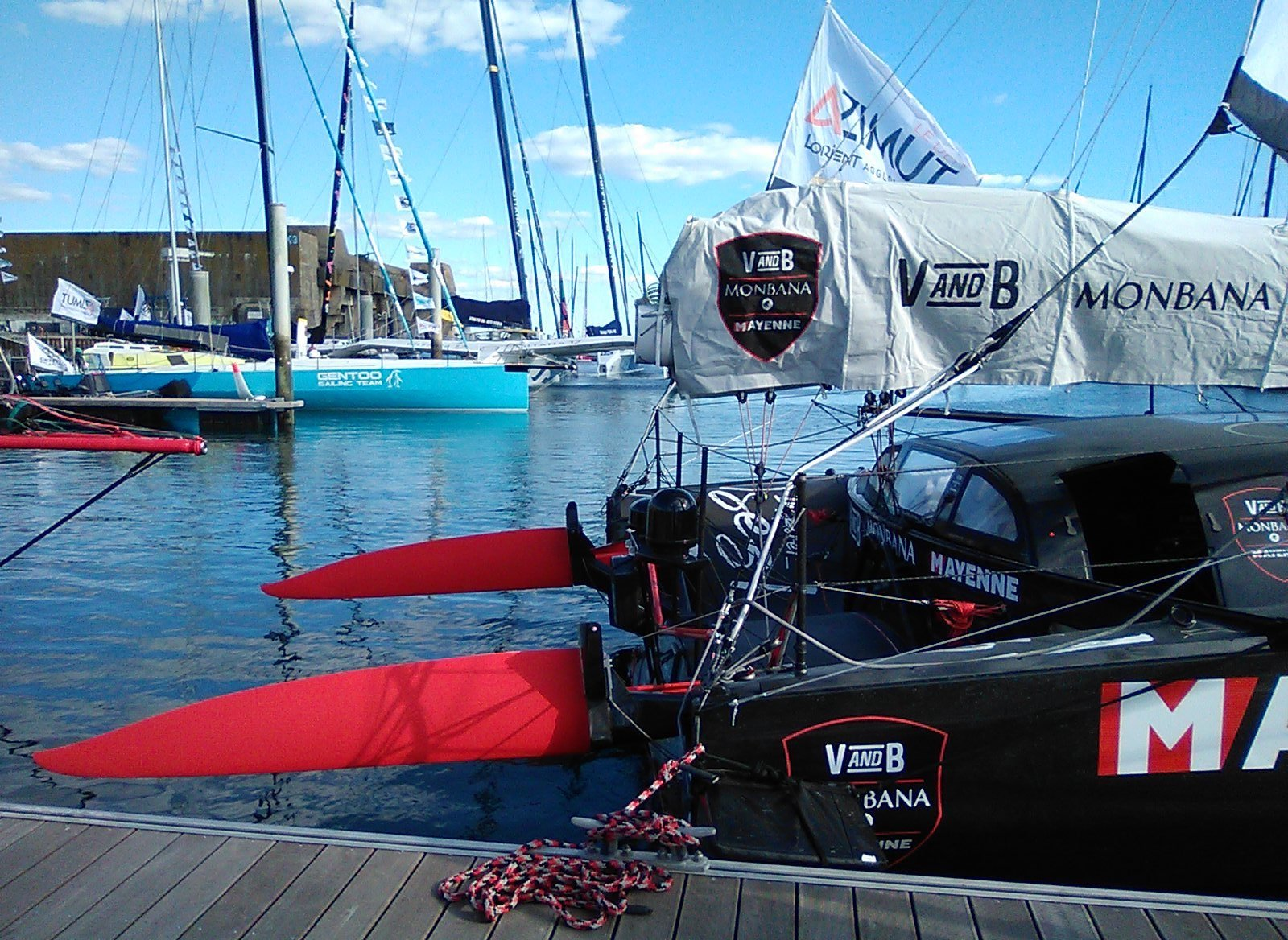
Les safrans et la casquette enveloppante du cockpit.

Dans le Vendée Globe 2020, Sorel avait connu des déconvenues avec ses voiles d'avant, qui partaient en lambeaux. Cette fois, il va moins chercher la performance que la fiabilité.
Son entreprise, Latitude 35, passe de six à dix permanents, avec des moments à douze personnes.
V and B-Monbana-Mayenne est mis à l'eau à Concarneau le 27 juin 2022. Un mois plus tard, Sorel descend à Cascais pour trouver du vent fort et prendre en main son bateau,,.
Comme le précédent, le bateau porte la cause de l'association Vaincre la mucoviscidose. Sorel a fait figurer un dragon gigantesque sur les voiles et sur la coque : sa présence symbolise le souffle, « le souffle du dragon ! Un souffle dont les patients atteints de la muco' manquent. Cette maladie génétique désagrège les voies respiratoires et le système digestif. C’est donc avant tout un symbole d’espoir pour ces patients. »

## Courses

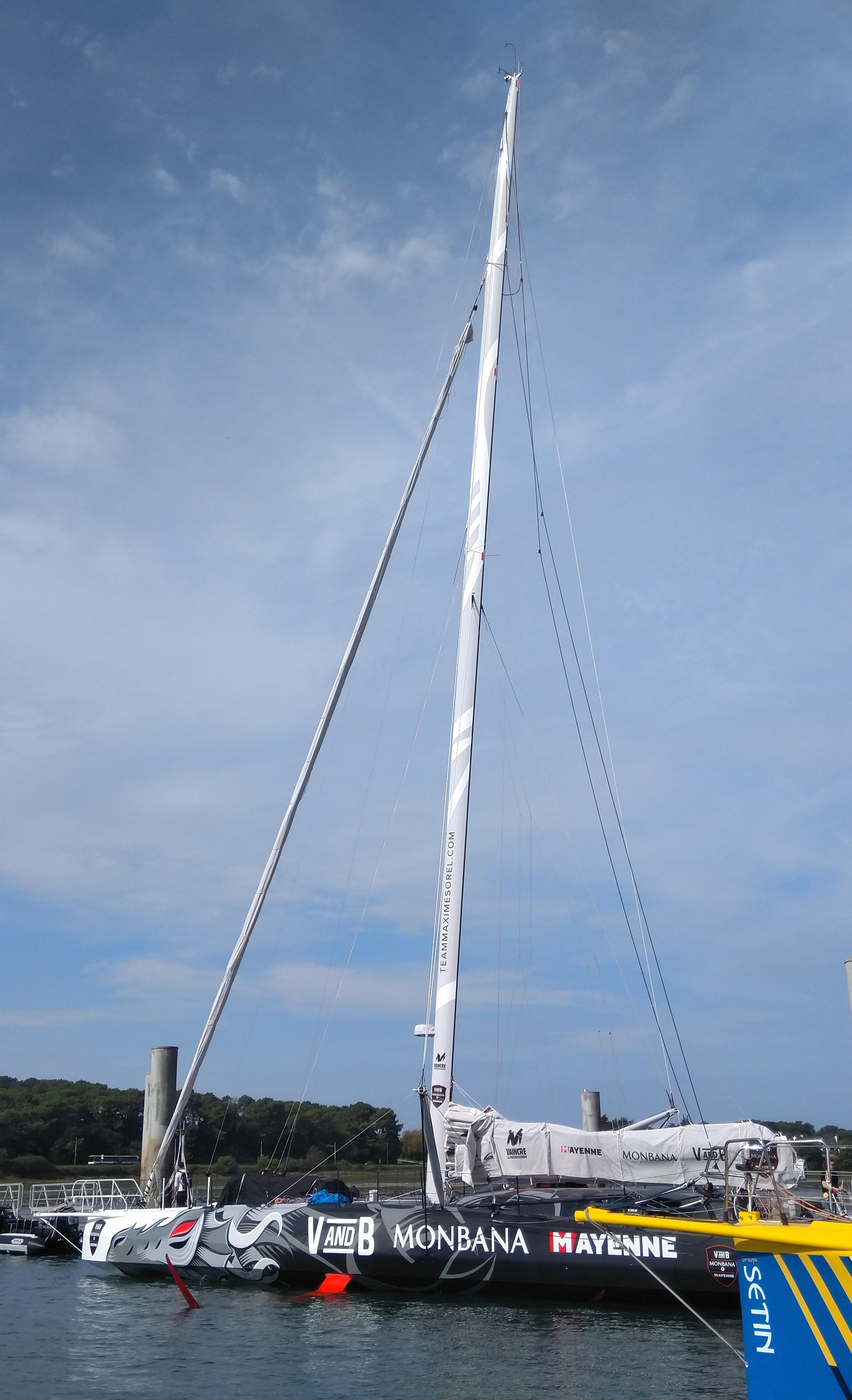
Au Défi Azimut, en septembre 2022.

En septembre 2022, V and B-Monbana-Mayenne s'aligne au départ de sa première course : les 48 heures du Défi Azimut, à Lorient. Il termine 4e sur 24. En novembre, il finit 5e sur 38 Imoca dans la Route du Rhum, à 15 heures du premier.

## Palmarès
Barré par Maxime Sorel :
- 2022 : 
  - 4e sur 24 dans les 48 heures du Défi Azimut[11]
  - 5e sur 38 Imoca dans la Route du Rhum en 12 j, 8 h, 59 min, 42 s[12]